# Christophe Campos
Christophe Campos est un réalisateur franco-espagnol.

## Filmographie
- 1996 : La fabuleuse aventure de Mister X (téléfilm Canal +)
- 2003 : Silver moumoute (court-métrage inclus dans le film Zéro un)
- 2009 : La Loi de Murphy
- 2010 : Le Pas Petit Poucet (TV)
- 2012-2014 : Parents mode d'emploi (TV)
- 2014 : La Stagiaire
- 2016 : Parents mode d'emploi (le film)
- 2017 : Clem saison 7, 6 épisodes
- 2017 : Mention particulière, téléfilm TF1
- 2018 : Les Petits Meurtres d'Agatha Christie, Saison 2, Épisode 24 : Ding Dingue Dong
- 2021 : Plan B, série TF1
- 2022 : Prométhée, série TF1 (Grand prix du festival international du film fantastique de Menton 2022[1])